# Keňa na Letních olympijských hrách 1996
Keňu na Letních olympijských hrách 1996 reprezentovalo 52 sportovců (42 mužů a 10 žen).

## Medailové pozice
| Medaile | Jméno            | Sport    | Disciplína            |
| ------- | ---------------- | -------- | --------------------- |
| Zlato   | Joseph Keter     | Atletika | Muži 3 000 m překážek |
| Stříbro | Pauline Kongaová | Atletika | Ženy běh na 5 000 m   |
| Stříbro | Paul Bitok       | Atletika | Muži běh na 5 000 m   |
| Stříbro | Paul Tergat      | Atletika | Muži běh na 10 000 m  |
| Stříbro | Moses Kiptanui   | Atletika | Muži 3 000 m překážek |
| Bronz   | Fred Onyancha    | Atletika | Muži běh na 800 m     |
| Bronz   | Stephen Kipkorir | Atletika | Muži běh na 1 500 m   |
| Bronz   | Erick Wainaina   | Atletika | Muži maraton          |